# Luke Aikins
Luke Aikins (sinh ngày 23 tháng 11 năm 1973) là một là cố vấn an toàn và đào tạo của Hiệp hội Nhảy dù Hoa Kỳ. Ông là một vận động viên nhảy dù chuyên nghiệp, phi công, nhiếp ảnh gia. Ông còn là diễn viên đóng thế cho nhiều bộ phim nổi tiếng. Ngày 30 tháng 7 năm 2016, Aikins đã trở thành người đầu tiên nhảy từ độ cao 7.620 m giữa tầng đối lưu và đáp an toàn xuống mặt đất mà không cần dùng dù.